# موری ۳۷۸۰
سیارک ۳۷۸۰ (به انگلیسی: 3780 Maury، نامگذاری:1985RL) سه هزار و هفتصد و هشتادمین سیارک کشف شده‌است که در ۱۴ سپتامبر ۱۹۸۵ کشف شد.
قدر مطلق سیارک برابر ۱۲٫۰۰ است.